# Gwendolyn Sasse

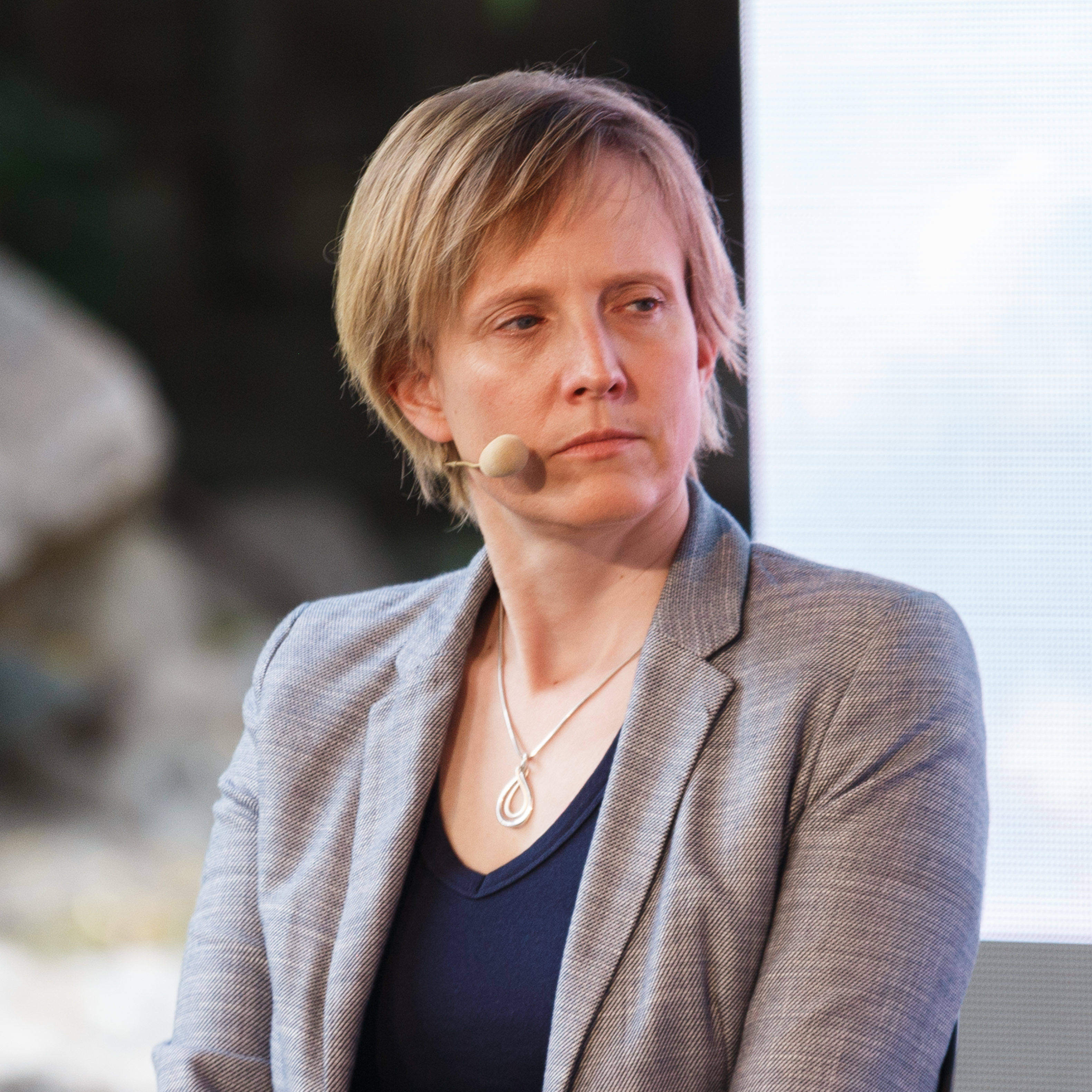
Gwendolyn Sasse bei der re:publica (2022)

Gwendolyn Sasse (* 21. Februar 1972 in Glinde) ist eine deutsche Politikwissenschaftlerin. Sie ist wissenschaftliche Direktorin des Zentrums für Osteuropa- und Internationale Studien in Berlin und Einstein-Professorin für Vergleichende Demokratie- und Autoritarismusforschung an der Humboldt-Universität zu Berlin. Zuvor war sie Professorin für Vergleichende Politikwissenschaften an der Universität Oxford.

## Biografie
Sasse studierte Geschichte, Slawistik und Politikwissenschaft an der Universität Hamburg und an der London School of Economics, wo sie auch promovierte.
Nach Stationen als Assistant Professor an der Central European University und als Lecturer und Senior Lecturer an der London School of Economics ging sie 2007 an die Universität Oxford, wo sie 2013 auf eine Professur für Comparative Politics berufen wurde.
Seit 2016 ist sie Direktorin des Zentrums für Osteuropa- und internationale Studien (ZOiS) in Berlin.
Sasse war 2022 bis 2023 Mitglied der Jury für den Standortwettbewerb für das Zukunftszentrum für Deutsche Einheit und Europäische Transformation.

## Forschungsschwerpunkte
Ihre Forschungsschwerpunkte sind: postkommunistische Transformationsforschung (unter besonderer Berücksichtigung der Ukraine), vergleichende Demokratie- und Autoritarismusforschung, ethnische Konflikte in Osteuropa, Migration in und aus Osteuropa, EU-Osterweiterung/Östliche Nachbarschaft.

## Rezeption
Ihre Publikation The Crimea Question: Identity, Transition, and Conflict von 2007 gewann mehrere akademische Auszeichnungen. Das Buch wurde 2025 in die Liste der 100 Bücher, die helfen, die Ukraine zu verstehen, aufgenommen. Sasse war wichtige Kommentatorin in der Frage der Annexion der Krim und beteiligte sich an der Debatte zur Friedensoption im Russisch-Ukrainischen Krieg.

## Veröffentlichungen
- Die Krim – regionale Autonomie in der Ukraine. Bundesinstitut für ostwissenschaftliche und internationale Studien, Köln. 1998
- Hrsg. mit James Hughes: Ethnicity and territory in the former Soviet Union: regions in conflict. Cass series in regional and federal studies. London Portland, Oregon: Frank Cass. 2002. ISBN 978-0-7146-8210-5.
- mit James Hughes, Claire E. Gordon: Europeanization and regionalization in the EU's enlargement to Central and Eastern Europe: the myth of conditionality. Series: One Europe or several?. Houndmills, Basingstoke, Hampshire New York: Palgrave Macmillan. 2004. ISBN 978-1-4039-3987-6.
- The Crimea question: identity, transition, and conflict. Harvard series in Ukrainian studies. Cambridge, Massachusetts: Distributed by Harvard University Press for the Harvard Ukrainian Research Institute. 2007. ISBN 978-1-932650-12-9.
- Der Krieg gegen die Ukraine. Hintergründe, Ereignisse, Folgen. 3., überarbeitete, aktualisierte und erweiterte Auflage. C. H. Beck, München 2024, ISBN 978-3-406-82434-0.

## Auszeichnungen
- Alexander Nove Prize der British Association for Slavonic & East European Studies für ihr Buch The Crimea Question: Identity, Transition, and Conflict (2007).
- Oxford University Teaching Excellence Award